# Makovîci, Turiisk
Makovîci (în ucraineană Маковичі) este localitatea de reședință a comunei Makovîci din raionul Turiisk, regiunea Volînia, Ucraina.

## Demografie
Componența lingvistică a localității Makovîci
     Ucraineană (100%)
Conform recensământului din 2001, toată populația localității Makovîci era vorbitoare de ucraineană (100%).